# René Casados
René Casados (El Mamey La Mar, Mpío. Tamalín Veracruz, 21 d’octubre de 1961) és un actor mexicà.

## Biografia
Llicenciat en Ciències Polítiques i Administració Pública per la Facultat de Ciències Polítiques i Socials de la Universitat Nacional Autònoma de Mèxic. La seva carrera com a actor va començar a mitjans de la dècada dels anys 70 treballant en el cinema, la televisió i el teatre. Va treballar com a presentador de televisió juntament amb Erika Buenfil, al programa XE-TU. Està casat amb Rosa Adriana Ojeada, amb qui té dues filles.

## Filmografia

### Telenovel·les
- Corazón guerrero (2022).... Heriberto Villalba
- Mi fortuna es amarte (2022)... Eleodoro Flores
- ¿Qué le pasa a mi familia? (2021).... Wenceslao Rueda
- Juntos el corazón nunca se equivoca (2019).... Audifaz Córcega Sierra
- Mi marido tiene familia (2017-2019).... Audifaz Córcega Sierra
- Las amazonas (2016).... Eduardo Mendoza Castro
- Mi corazón es tuyo (2014-2015).... Bruno Romero
- La tempestad (2013).... Claudio Petrone
- Abismo de pasión (2012).... Padre Guadalupe "Lupe" Mondragón
- Cuando me enamoro (2010-2011).... Gonzalo Monterrubio
- Corazón salvaje (2009-2010).... Noel Vidal
- Fuego en la sangre (2008).... Padre Tadeo
- Mundo de fieras (2006-2007).... Nicolás Navarro
- La madrastra (2005).... Bruno Mendizábal
- Corazones al límite (2004).... Dante Lacalfari
- Amarte es mi pecado (2004).... Juan Carlos Orellana
- Clase 406 (2003) Telenovela.... Manolo Cayetano Catasús
- ¡Vivan los niños! (2002-2003).... Sr. Cuéllar
- María Belén (2001) Telenovela.... Jorge
- Abrázame muy fuerte (2000-2001) Telenovela.... Francisco José Bravo / Fernando Joaquín
- Ramona (2000).... Angus O'Faill
- Cuento de Navidad (1999-2000).... Rodrigo Félix
- Tres mujeres (1999-2000).... Leonardo Marcos
- Ángela (1998-1999).... Alfonso Molina
- Preciosa (1998).... El Gran Sabú
- La jaula de oro (1997).... Flavio Canet † (Villà principal)
- La antorcha encendida (1996).... Agustín de Iturbide
- Dos vidas (1988).... Dino
- Extraños caminos del amor (1981).... Miguel
- Muchacha de barrio (1979)...Ernesto
- La hora del silencio (1978)

### Cinema
- Mejor es que Gabriela no se muera (2007).... Abigail
- El tonto que hacía milagros (1984).... Julio
- Se me sale cuando me río (1983)
- El testamento (1981)
- El sexo me da risa (1978)
- Pedro Páramo (1978)
- El fantasma del lago (1977)
- La güera Rodríguez (1977)
- La hora del jaguar (1977)
- La leyenda de Rodrigo (1977)
- El rediezcubrimiento de México (1977)
- La viuda negra (1977)

### Teatre
- Gran musical (2003)
- Aborto canta a la vida (1988)

### Sèries
- Glam Girls (2009)
- Mujeres asesinas (2009)

### Programes de Televisió
- XE-TU (1982-1987)
- Picardía mexicana (1997-2000)
- Bailando por un sueño (México) (2005)
- Mujer, casos de la vida real (2005-2007) últim programa.

## Premis i reconeixaments

### Premis TVyNovelas
| Any  | Categoria                 | Telenovela              | Resultat  |
| ---- | ------------------------- | ----------------------- | --------- |
| 2019 | Millor Primer Actor       | Mi marido tiene familia | Nominat   |
| 2015 | Millor Primer Actor       | Mi corazón es tuyo      | Nominat   |
| 2011 | Millo Actor co-protagònic | Cuando me enamoro       | Guanyador |
| 2009 | Millo Actor co-protagònic | Fuego en la sangre      | Nominat   |
| 2006 | Millo Actor co-protagònic | La madrastra            | Nominat   |

### TV Adicto Golden Awards
| Any  | Categoria           | Telenovela       | Resultat  |
| ---- | ------------------- | ---------------- | --------- |
| 2012 | Millor Primer Actor | Abismo de pasión | Guanyador |

### Premis ACE
| Any  | Categoria                    | Telenovela   | Resultat  |
| ---- | ---------------------------- | ------------ | --------- |
| 2006 | Millor Co-actuació Masculina | La madrastra | Guanyador |